# Chiesa dello Spirito Santo (Reggio Calabria)
La chiesa dello Spirito Santo è un edificio sacro di Reggio Calabria che si trova nell'omonimo quartiere della città di Reggio Calabria, sulla via Pasquale Andiloro tra i due svincoli della tangenziale che consentono l'accesso al rione.

## Storia
Anticamente la località dove sorge questa chiesa aveva altro nome, probabilmente, "Rodà" o "Giaccallania ".
Assunse il nome attuale solo dopo l'istituzione della parrocchia avvenuta il 6 giugno 1631 ad opera dell'Arcivescovo D'Afflitto. La borgata allora versava nelle stesse condizioni di isolamento degli altri sobborghi cittadini e la costruzione della parrocchia fu necessaria per consentire agli abitanti una normale vita religiosa, necessità che si manifestò fin dal 1599. La chiesa più volte fu distrutta in seguito agli eventi sismici che funestarono la città. Dopo il terremoto del 1908 fu ricostruita nella veste attuale nel 1928 e consacrata il 31 marzo 1929. Il progetto è stato dell'Opera Interdiocesana.

## Architettura esterna
Si presenta lungo la strada con una gradevole facciata in stile romanico arricchita da decorazioni in pietra. Il prospetto principale si presenta suddiviso in tre settori rettangolari di cui quello centrale, più largo, è ornato ai lati da due colonne in stile corinzio sommontate da due leoni. Al centro, il portale è sommontato da una lunetta. Più in alto, sotto il timpano triangolare, c'è un rosone. Lungo i prospetti laterali ci sono delle finestre ornate da colonnine che sostengono l'arco. Sul lato destro si erge il campanile con un orologio.

## Architettura interna
L'interno, ombroso e raccolto, si presenta ad una sola navata con rientranze laterali sovrastate da finestre e vetrate colorate. I muri sono colorati a riquadri alternati di bianco e giallo. La navata centrale termina con un'abside molto vasta. All'interno è possibile notare presso un altare laterale la seguente scritta: "PETRUS GANGEMI ECCLESIAE RHEGINAE CANONICUS ABBAS AERE SUO FACIENDUM CURAVIT A.MCMXXVIII".
Dietro la facciata si trova un piccolo pronao che dà accesso, ai lati, a due vani, e sopra, alla cantoria. L'abside di forma semicircolare, separata dal resto della chiesa da un ampio arco trionfale, è ricoperta in alto da un dipinto raffigurante la Santissima Trinità: in alto il Padre, rappresentato da una testa regale racchiusa in un cerchio, al centro lo Spirito Santo, chiuso in un altro cerchio e rappresentato da una colomba, infine il Figlio, rappresentato da un agnello con la bandiera della vittoria, racchiuso anch'esso in un cerchio; i tre cerchi sono a loro volta contenuti in un cerchio più grande, sostenuto da due angeli. Il tutto è come sospeso tra le nuvole.
Sulla parete sopra l'altare di marmo policromo si trova una grande tela, opera di P. Stillitano, fatta eseguire nel 1945 dal prete Riccardo D'Andrea, vecchio parroco della chiesa. Essa rappresenta la discesa dello Spirito Santo sopra la Vergine e gli apostoli. Ai lati dell'altare alcune lesene con capitelli formano tre archi per lato, in quelli centrali a nicchia si trovano le statue del Sacro Cuore di Maria. Il tabernacolo è incassato nella parete; sulla porticina, in bassorilievo, sono rappresentati un calice con colombi. L'altare, rivolto ai fedeli, è formato dalla mensa in marmo bianco che poggia su una base rettangolare sempre in marmo, ricoperta sul davanti da un bassorilievo in bronzo raffigurante l'istituzione dell'eucaristia. Nel vano sul lato sinistro si può ammirare il fonte battesimale. L'antiporta è in vetro colorato, così pure a vetri colorati in forma di croce è la vetrata del rosone. Fissata alla parete è posta un'acquasantiera di marmo. Sulla parete della cantoria è dipinto al centro uno stemma vescovile accompagnato da una scritta in latino. Sulla parete destra si trovano nell'ordine: una statua di San Paolino da Nola, Gesù crocefisso, una statua della Madonna e l'ingresso alla sacrestia, mentre su quella sinistra si trovano: una statua di Santa Teresa, di Gesù Bambino, la porta che conduce al cortiletto interno, un altare con la statua del Sacro Cuore di Gesù e un quadro raffigurante la Pentecoste. All'altezza del soffitto in legno, le pareti sono ornate da archetti pensili. Le stazioni della Via Crucis sono formate da bassorilievi in bronzo. Dall'arco trionfale pende un lampadario in ferro battuto, in bronzo dorato sono invece le applique che illuminano la Via Crucis.